# Kelsang Gyaltsen Bawa
Kelsang Gyaltsen Bawa (tibétain : བསྐལ་བཟང་རྒྱལ་མཚན་འབའ་བ, Wylie : bskal bzang rgyal mtshan 'ba' ba) aussi écrit Bawa Kelsang Gyaltsen, né en 1966 à Bathang, dans le Kham est un homme politique tibétain.

## Biographie
Kelsang Gyaltsen Bawa est né à Bathang, dans le Kham au Tibet en 1966 et a commencé sa carrière comme responsable de la propagande chinoise dans la province du Sichuan et au Tibet. 
Il étudie les langues tibétaines et chinoises. Il travaille au Comité consultatif politique de la Préfecture autonome tibétaine de Karzé, l'antenne du Service du Travail du Front Uni de la préfecture, entre autres pendant plus de douze ans, cumulant des expériences uniques dans ces bureaux. Il réalise également des traductions écrites et orales dans les réunions tenues par le Comité consultatif politique et le Comité des affaires bouddhistes unies.
Il a fui la Chine pour l'Inde en  juin 1999 et a rejoint le gouvernement tibétain en exil. Le 1er septembre 1999, il rejoint le Centre tibétain de recherche et d'analyse de l'Administration centrale tibétaine à Dharamsala. Là, il entreprend
une recherche sur la province de Dotoe (Kham), la Chine et Taiwan. Il a écrit ou traduit du chinois vers le tibétain – et aussi du tibétain vers le
chinois - un certain nombre d'articles et de livres importants liés à la question du Tibet, l'histoire du Tibet et d'autres sujets connexes. Il est
cofondateur du Centre culturel tibétain Khawa Karpo et est activement engagé dans la publication du journal Bod-kyi Bang-chen et d'autres publications.
Il a été élu député aux 14e et 15e Assemblées tibétaines du Parlement tibétain en exil où il a représenté le Kham.
Un an après avoir émigré en Australie en 2016, il y a été nommé représentant du Tibet. Le 4 janvier 2021, il doit devenir pour un mandat de 4 ans le représentant de facto de la Fondation religieuse tibétaine du dalaï-lama, succédant à Dawa Tsering, qui a servi six ans en tant que président.
Bawa Kelsang Gyaltsen a rencontré la présidente de la Chambre des représentants des États-Unis, Nancy Pelosi lors de sa visite à Taïwan, à l'occasion d'une table ronde sur la démocratie et les droits de l'homme avec la participation de sept défenseurs des droits de l'homme au Musée national des droits de l'homme (en) le 3 août 2022, dont le militant pro-démocratie Wuer Kaixi, le militant taïwanais des droits de l'homme M. Li Mingzhe (Lee Ming-che (en), persécuté par la Chine, M. Lin Rongji (Lam Wing-kee (en)), de la librairie Causeway Bay à Hong Kong. Le représentant Bawa Kelsang Gyaltsen a parlé de la détérioration de la situation des droits de l'homme au Tibet et de la politique de plus en plus extrême du PCC, du génocide ethnique, religieux et culturel au Tibet. Il l'a également informée de la soi-disant technique d'internat du PCC, qui consiste à obliger les enfants tibétains à étudier dans des internats loin de leurs parents, afin de parvenir à l'assimilation de la culture et de la religion tibétaines, entre autres. Il a également demandé aux coorganisateurs de la réunion d'octobre sur la démocratie mondiale d'inviter le dalaï-lama à la conférence, affirmant que cela enverrait un message clair et fort au PCC sur la solidarité mondiale avec le Tibet.